# Międzybrodzie Bialskie
Międzybrodzie Bialskie – wieś w Polsce, położona w województwie śląskim, w powiecie żywieckim, w gminie Czernichów. Powierzchnia sołectwa wynosi 3095 ha, a liczba ludności 3330, co daje gęstość zaludnienia równą 107,6 os./km².
Leży na zachodnim brzegu Jeziora Międzybrodzkiego – na lewym brzegu Soły, w dolinach potoków Ponikwi, Żarnówki Dużej i Żarnówki Małej, na stokach Rogacza, Magurki Wilkowickiej i Chrobaczej Łąki. Jest miejscowością o charakterze turystyczno-wczasowym i ośrodkiem sportów wodnych.
Do 1925 roku były to dwie odrębne wsie i gminy jednostkowe  – Międzybrodzie Lipnickie i Międzybrodzie Kobiernickie.

## Integralne części wsi
| przysiółki | Na Żarze |
| części wsi | Adamki, Czulaki, Do Doliny, Do Fliska, Do Ogórka, Dudki, Kasperki, Kosy, Koszarzyska, Kubice, Laszczaki, Łazy, Majdaki, Michalaki, Nad Sołą, Nowy Świat, Olejarze, Pod Górą, Pod Magurką, Ponikiew, Pyrtki, Raki, Sadliki, Składy, Słowiaki, Ubocz, Waleczki, Za Obłazem, Żarnówka Duża, Żarnówka Mała |

## Historia

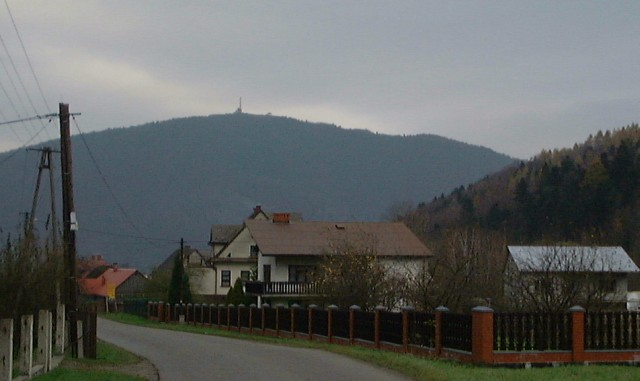
Widok na górę Żar z Międzybrodzia

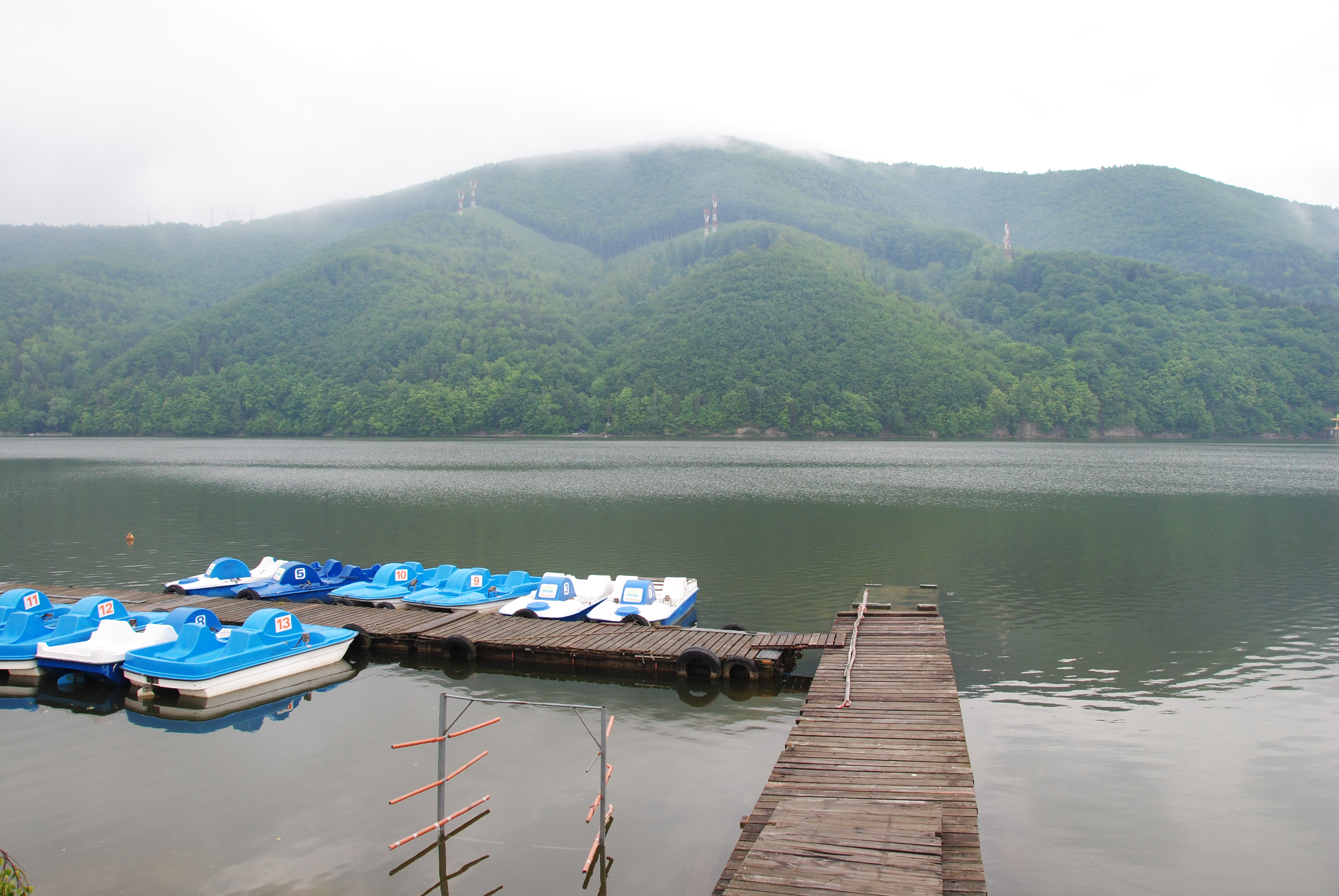
Jezioro Międzybrodzkie

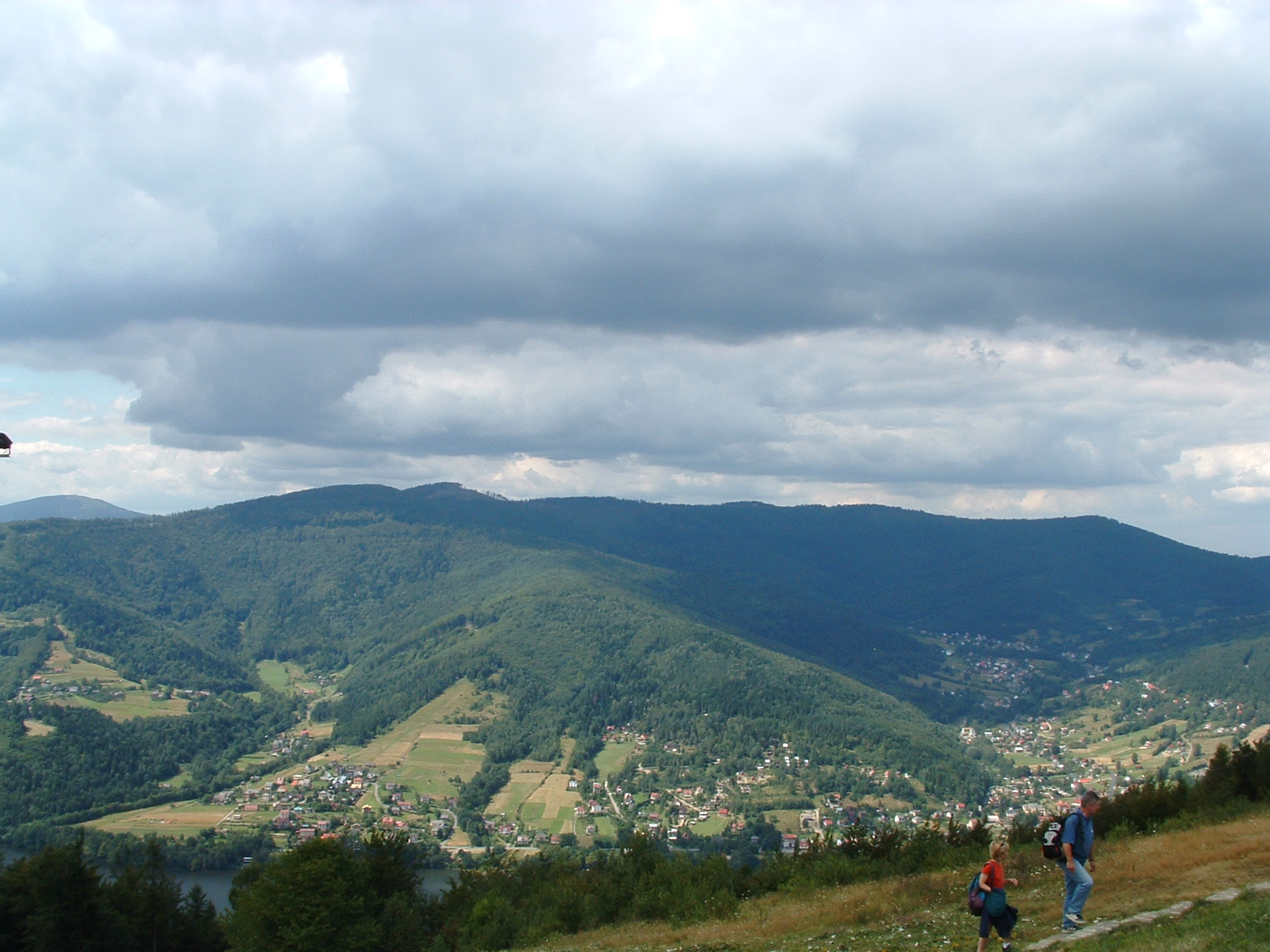
Widok z góry Żar na Międzybrodzie Bialskie

Początki wsi sięgają XV wieku. Historycznie miejscowość jest częścią księstwa oświęcimskiego, a po jego podziale do księstwa zatorskiego. W 1564 roku wraz z całym księstwem oświęcimskim i zatorskim leżała w granicach Korony Królestwa Polskiego, znajdowała się w województwie krakowskim w powiecie śląskim starostwie lipnickim. Po unii lubelskiej w 1569 księstwo Oświęcimia i Zatora stało się częścią Rzeczypospolitej Obojga Narodów w granicach, której pozostawało do I rozbioru Polski w 1772. Po rozbiorach Polski miejscowość znalazła się w zaborze austriackim i leżała w granicach Austrii, wchodząc w skład Królestwa Galicji i Lodomerii.
Międzybrodzie Bialskie powstało przez połączenie 15 lutego 1925 roku dwóch gmin jednostkowych – Międzybrodzia Lipnickiego i Międzybrodzia Kobiernickiego. Znajduje się tu murowany kościół z 1863 roku. Do 1951 roku wieś należała do powiatu bialskiego a po połączeniu śląskiego Bielska i małopolskiej Białej przeszła do powiatu żywieckiego. Wieś nigdy nie znajdowała się w dobrach żywieckich, a w administracyjnych strukturach żywieckich znalazła się pierwszy raz dopiero w czasach nowożytnych po wejściu w skład powiatu żywieckiego.
W latach 1954–1961 wieś należała i była siedzibą władz gromady Międzybrodzie Bialskie, po jej zniesieniu w gromadzie Czernichów. W latach 1975–1998 miejscowość administracyjnie należała do województwa bielskiego.
Znajdujące się na terenie miejscowości trzy dwupiętrowe bloki, stanowiące dawny hotel robotniczy przeznaczony dla budowniczych zapory Tresna, a następnie elektrowni Porąbka-Żar, zostały przystosowane w 1981 na Państwowy Dom Pomocy Społecznej, który został później przekształcony w Państwowy Zakład Opiekuńczo-Leczniczy, współcześnie funkcjonujący jako Beskidzkie Centrum Zdrowia Psychicznego. 
Na przełomie maja i czerwca 2010 na terenie przysiółka Łazki doszło do powstania osuwiska, jednego z największych w historii Polski.

## Komunikacja
Przez wieś biegnie droga nr 948, łącząca Oświęcim z Żywcem. Do Międzybrodzia Bialskiego kursują również autobusy PKS Bielsko-Biała oraz MZK Żywiec.

## Religia
Na terenie wsi działalność duszpasterską prowadzi Kościół rzymskokatolicki (parafia św. Marii Magdaleny)

## Górskie szlaki turystyczne
W centrum miejscowości znajduje się punkt początkowy trzech następujących szlaków turystycznych:
 na Nowy Świat – 1 godz.
 na Magurkę Wilkowicką – 2 godz. 30 min
 do Łodygowic przez Czupel – 3 godz. 30 min